# Amphicarpaea africana
Amphicarpaea africana är en ärtväxtart som först beskrevs av Joseph Dalton Hooker, och fick sitt nu gällande namn av Hermann August Theodor Harms. Amphicarpaea africana ingår i släktet Amphicarpaea och familjen ärtväxter. Inga underarter finns listade i Catalogue of Life.